# 2086
2086 (ММLXXXVI) е обикновена година, започваща във вторник според Григорианския календар. Тя е 2086-та година от новата ера, осемдесет и шестата от третото хилядолетие и седмата от 2080-те.